# Louis Catala
Louis Catala ('s-Gravenbrakel, 21 oktober 1891 - Ukkel, 28 augustus 1966) was een Belgisch senator en burgemeester.

## Levensloop
Louis Catala was industrieel, papier- en kartonfabrikant.
Hij stapte in de gemeentepolitiek in zijn geboortestad: gemeenteraadslid (1921-1958) en burgemeester (1939-1947, met onderbreking tijdens de oorlog).
Hij werd in 1939 verkozen tot katholiek senator voor het arrondissement Bergen-Zinnik en bleef dit tot in 1946. Dat jaar werd hij provinciaal senator tot in 1949. Daarna werd hij nog gecoöpteerd senator tot in 1950.
Er is een Rue Louis Catala in 's Gravenbrakel.